# عنباس
عنباس أو سمك زجاجي (الاسم العلمي Ambassis)، جنس أسماك بحرية من شائكات الزعانف وفصيلة الفرخيات. أنواعه المعروفة حاليًا 20 نوع، اعطانها أخوار مصبات الأنهر الهندية. أجسامها إهليلجية الشكل، صغيرة القد، أطوالها ترواح من 12 إلى 22 سم. رؤوسها مقطومة الأخطام، كبيرة العيون الجاحظة. زعانفها الظهرية شبه هرمية الشكل. زعانفها الذيلية فارفة. أثوابها ترواح من الطحلة الذهبية المواج إلى الطحلة الفضية. لحومها فاخرة الصنف مرغوب فيها.
وAmbassis كملة إغريقية تعني يتسلق أو متسلق.